# 遠軽駐屯地
遠軽駐屯地（えんがるちゅうとんち、JGSDF Camp Engaru）は、北海道紋別郡遠軽町向遠軽272に所在し、第25普通科連隊等が駐屯する陸上自衛隊の駐屯地である。

## 概要
駐屯地司令は、第25普通科連隊長が兼務する。最寄の演習場は、遠軽演習場で遠軽駐屯地業務隊が管理する。

## 沿革
- 1935年（昭和10年）：農林省北見種馬所が設置される。
- その後数度の組織改編を経て戦後の駐屯地の所在地となる。

警察予備隊遠軽駐屯地
- 1951年（昭和26年）
  - 3月2日：警察予備隊の近藤政吉2等警察士（2等陸尉相当）以下27名および井波甫1等警察士（1等陸尉相当）以下150名が移駐。
  - 3月15日：加藤保男2等警察正（2等陸佐相当）以下主力が到着。第4連隊第3大隊（本部中隊、第9,10,11,12,13,14中隊）編成完結。初代駐屯地司令は加藤保男2等警察正。
- 1952年（昭和27年）
  - 1月20日：隊員が増員されると共に第4連隊第3大隊が第6連隊第2大隊に改称[1]。
  - 1月25日：第2管区隊偵察中隊が美幌駐屯地から移駐。

保安隊遠軽駐屯地
- 1953年（昭和28年）
  - 1月15日：第2偵察中隊が旭川駐屯地へ移駐。
  - 9月1日：遠軽駐屯地業務隊が編成完結[1]。

陸上自衛隊遠軽駐屯地
- 1954年（昭和29年）
  - 7月1日：陸上自衛隊の遠軽駐とん地となる[2]。
  - 9月：第376会計隊が編成される。
- 1962年（昭和37年）1月18日：第25普通科連隊が編成完結。
- 1963年（昭和38年）10月：全長110mで、陸上自衛隊で一番長い新隊舎が落成した。
- 2008年（平成20年）3月26日：駐屯部隊の新改編。

1. 第2後方支援連隊第2整備大隊第2普通科直接支援中隊（第25普通科連隊を支援）が新編。
2. 第106地区警務遠軽派遣隊が第119地区警務隊遠軽派遣隊に改編。

## 駐屯部隊

### 北部方面隊隷下部隊
- 第2師団
  - 第25普通科連隊
  - 第2後方支援連隊
    - 第2整備大隊
      - 第2普通科直接支援中隊：第25普通科連隊を支援
- 北部方面システム通信群
  - 第101基地システム通信大隊
    - 第301基地通信中隊
      - 遠軽派遣隊
- 北部方面会計隊
  - 第376会計隊
- 遠軽駐屯地業務隊

### 防衛大臣直轄部隊
- 警務隊
  - 北部方面警務隊
    - 第119地区警務隊
      - 遠軽派遣隊

## 広報施設
- 駐屯地史料館

## 最寄の幹線交通
- 高速道路：
- 一般道：国道242号、国道333号、北海道道137号遠軽雄武線、北海道道244号遠軽芭露線、北海道道711号社名淵瀬戸瀬停車場線
- 鉄道：JR北海道石北本線 遠軽駅
- 港湾：紋別港（重要港湾）
- 飛行場：紋別空港（第三種空港）